# DJ Manian
Manuel Reuter (mais conhecido como Manian ou DJ Manian) é um produtor musical, DJ e músico alemão.
Manian é conhecido por ser dono da Zooland Records, por ter produzido e pelas colaborações com diversos projetos e artistas de música eletrônica da Alemanha durante as décadas de 2000 e 2010 como R.I.O., Tune Up!, Yanou & Manian, Crystal Lake, ItaloBrothers, dentre outros.[carece de fontes?]
Seu maior projeto de êxito comercial foi ao lado do também DJ e produtor musical Yanou e da cantora Natalie Horler quando fundaram em 2004 o trio de eurodance Cascada. No Brasil, seu maior sucesso se deu com as músicas "Turn the Tide" e "Everytime we Touch" que fizeram parte da série de albuns compilados de música eletrônica Summer Eletrohits, da Som Livre.